# Fokus-Peaking

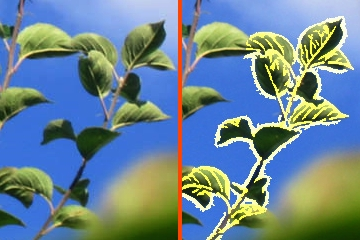
Links die Aufnahme im Original und rechts mit eingeblendetem Fokus-Peaking: Die scharf eingestellten Konturen sind gelb hervorgehoben.

Das Fokus-Peaking (von englisch focus, Bildschärfe und engl. peaking, überspitzen) ist ein Verfahren zur übermäßig hervorgehobenen Anzeige scharf abgebildeter Konturen in fotografischen oder bewegten (Film) Bildern, das besonders in der digitalen Fotografie und Videoproduktionen zur manuellen Entfernungseinstellung von Motiven eingesetzt wird.

## Funktionsweise
Durch eine Analyse des Kontrastes zwischen benachbarten Bildpunkten in digitalen Bildern kann unabhängig von Gegenstandsweite, Brennweite und Blendenöffnung über das gesamte Bild lokale Information zur Bildschärfe gewonnen werden. Diese kann durch farbig oder in der Helligkeit hervorgehobene Konturen auf einem Bildschirm oder in einem elektronischen Sucher angezeigt werden.
Zur Kantendetektion in digitalen Bildern können zweidimensionale, digitale Filter, wie zum Beispiel zweidimensionale Laplace-Filter eingesetzt werden, mit denen die Modulation effizient angenähert werden kann. Bei diesen Filtern werden die Bilddaten in der Regel mit einer geeigneten Maske mathematisch gefaltet.

Fokus-Peaking
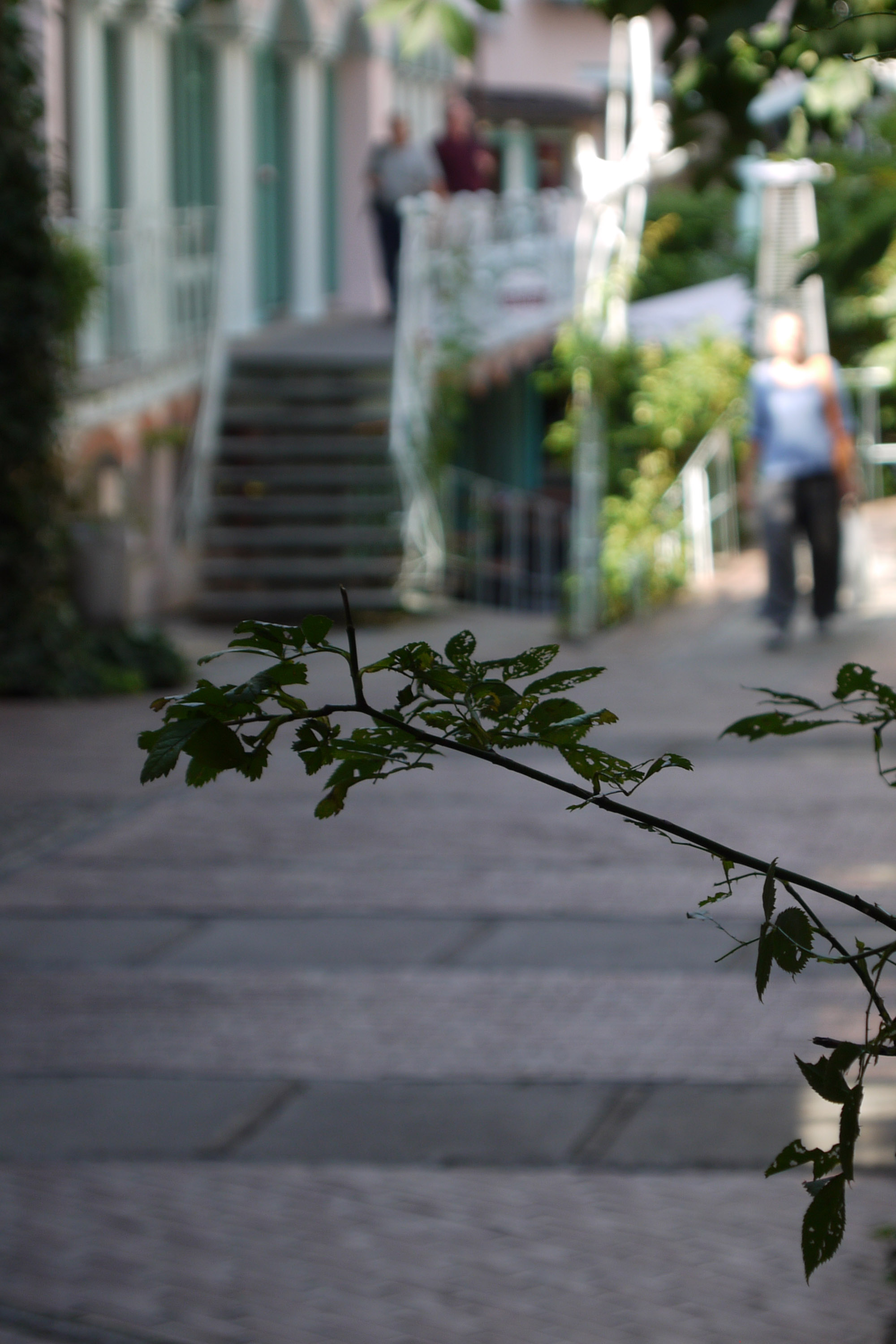
Fotografie eines scharf abgebildeten Baumzweigs in einer unscharf abgebildeten Gasse
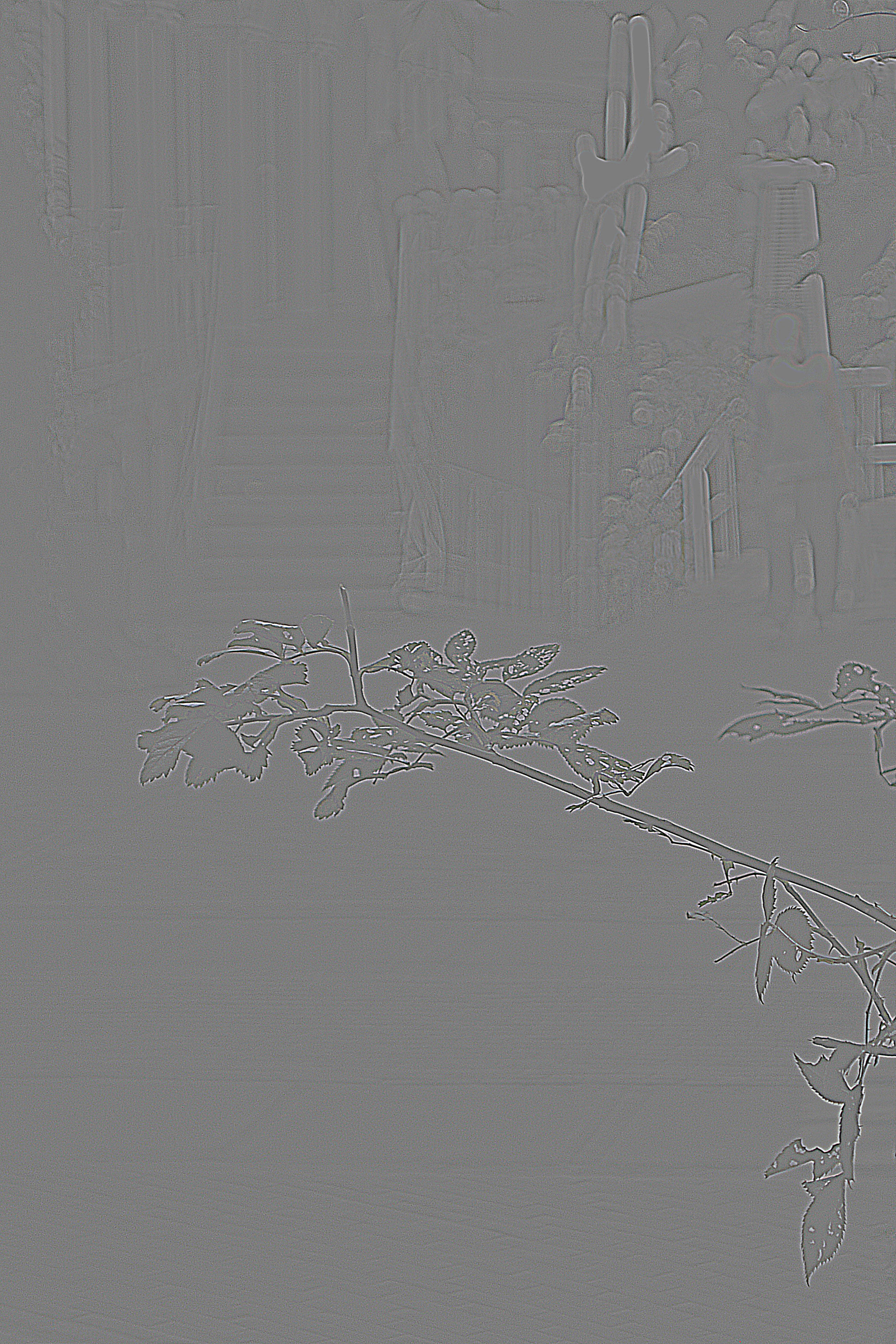
Kanten im Bild nach der Filterung mit einem Hochpass
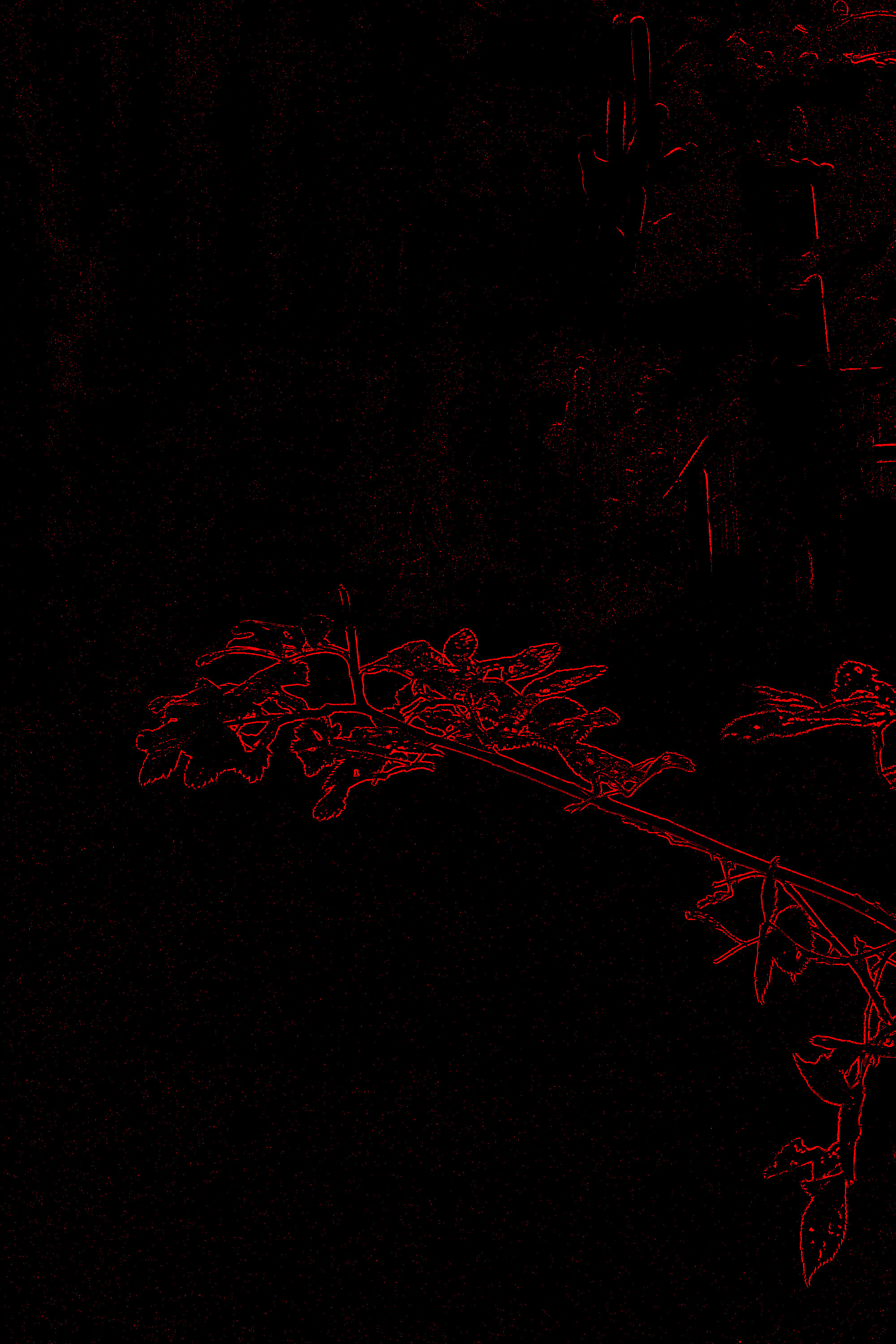
Tonwerterhöhung und Rotfärbung der gefilterten Kanten im Bild
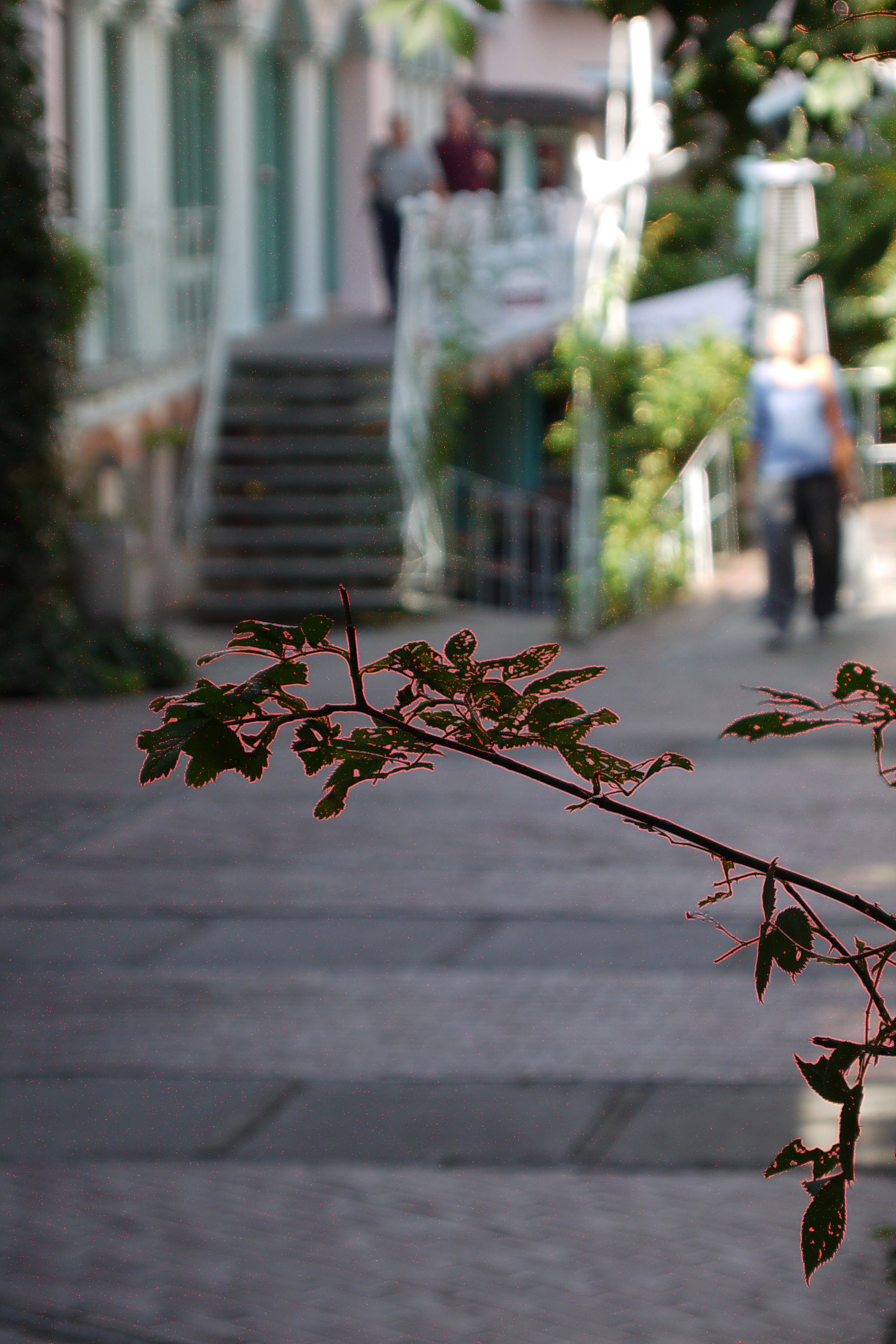
Überlagerung der Fotografie mit den ermittelten Kanten

## Einsatzgebiete

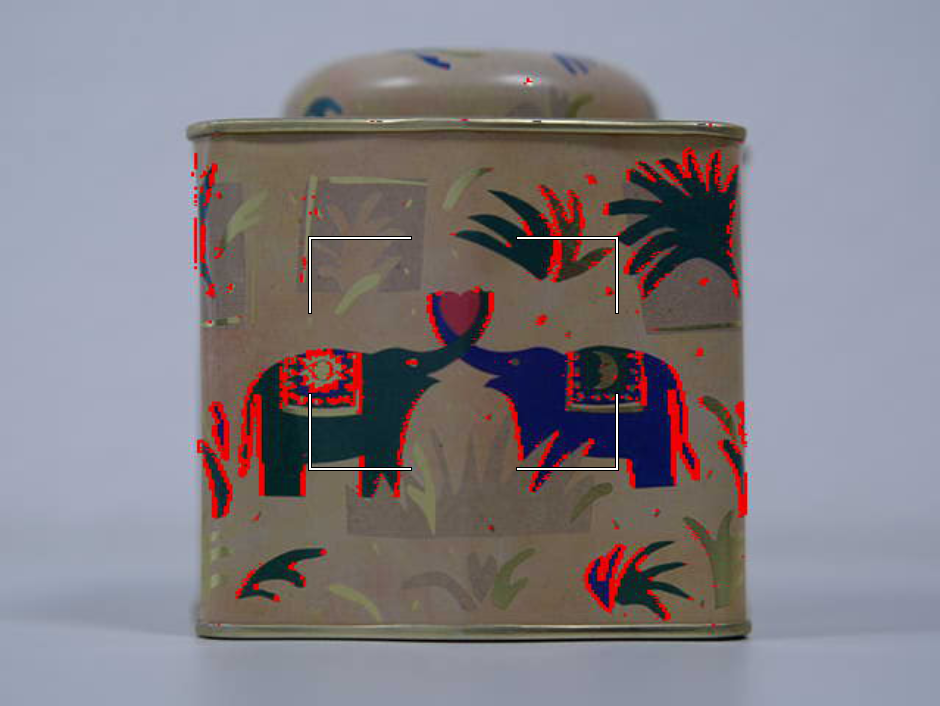
Rote Markierung aller scharf eingestellten Kanten im Live-View einer fotografischen Aufnahme

Anhand der durch das Fokus-Peaking hervorgehobenen Kanten kann die tatsächlich eingestellte Schärfe schnell und zuverlässig ermittelt werden. Bei der manuellen Einstellung der Objektentfernung an einem Kameraobjektiv kann der Nutzer sofort im gesamten Bild alle Gegenstandsebenen mit den scharfen Konturen erkennen.
Dies ist bei großen Blendenöffnungen nützlich, da die Schärfentiefe hierbei sehr eingeschränkt sein kann und die scharfgestellte Gegenstandsebene mit Autofokussystemen oder auf Einstellscheiben in Suchern von Spiegelreflexkameras sowie in unvergrößerten Sucherbildern unter Umständen nicht hinreichend genau erkannt werden kann. Bei kleinen Blendenöffnungen kann mit Hilfe der Fokus-Peakings sehr schnell die Größe der Schärfentiefe zwischen Nah- und Fernpunkt erfasst werden.
Moderne digitale Fotokameras mit Live-View-Funktion können das Fokus-Peaking vor einer Aufnahme in Echtzeit anzeigen. Zu den ersten Kameramodellen mit Fokus-Peaking gehören beispielsweise die Leica M, die Olympus OM-D E-M1, die Pentax K-01 und von Sony die A7-Serie und die SLT-Kameras wie die Sony Alpha 77. Die Funktion ist bei manchen Fotokameras auch im Videomodus verfügbar, so dass während der Aufnahme die manuelle Schärfenachführung wesentlich erleichtert wird. Bei hochpreisigen reinen Videokameras ist in der Regel das Fokus-Peaking Standard und kommt einer besonderen Bedeutung zu, da diese Modelle oft keine Autofokusfunktion besitzen. Auch durch die 4K-Technik besitzen diese Kameras eine sehr geringe Schärfentiefe, so dass es sehr viel Erfahrung benötigt wird, um hier den Fokus ohne Peaking genau zu treffen. Neben der Darstellung in Rot können in Profi-Filmkameras auch andere Farben gewählt werden (z. B. Grün oder Weiß)
Durch Fokus-Peaking kann in digitalen Bildern auch nachträglich die scharf abgebildete Objektebene ermittelt werden.